# Bầu cử Hội đồng Bảo an Liên Hợp Quốc 2009
Cuộc bầu cử Hội đồng Bảo an Liên Hợp Quốc, 2009 được tổ chức ngày 15 tháng 10 năm 2009 cùng lúc với kỳ họp thứ 64 của Đại hội đồng Liên Hợp Quốc, tổ chức tại Trụ sở Liên Hợp Quốc tại Thành phố New York. Cuộc bầu cử dành cho năm ghế không cố định trong Hội đồng Bảo an Liên Hợp Quốc để phục vụ hai năm nhiệm vụ bắt ngày 1 tháng 1 năm 2010.
Mười trong số 15 ghế của hội đồng được trám bởi các nhóm khu vực trong thời gian hai năm và mỗi năm Đại Hội đồng bầu lên năm thành viên không thường trực này. Để chiếm ghế, các ứng viên phải được hai phần ba thành viên Đại Hội đồng chấp thuận bằng cuộc bỏ phiếu kín. Năm ghế kia của Hội đồng Bảo an được dành cho các thành viên thường trực có quyền phủ quyết, gồm: Hoa Kỳ, Nga, Trung Quốc, Anh và Pháp.
Bosnia chưa hề phục vụ trong Hội đồng Bảo an và Liban từng là một thành viên trong nhiệm kỳ 1953-1954. Sau khi cựu Nam Tư tan vỡ, Bosnia bị tàn phá bởi cuộc xung đột tệ hại nhất ở châu Âu kể từ Chiến tranh thế giới thứ hai, với 260.000 người chết và 1,8 triệu người phải dời đổi chỗ ở. Một lực lượng do NATO cầm đầu được bố trí vào cuối năm 1995 để thực thi thỏa thuận hòa bình được ký tại Dayton, Ohio, kết thúc cuộc xung đột. Lực lượng này đã được thay thế vào tháng 12 năm 2005 bởi một lực lượng duy trì hòa bình mới của Liên hiệp châu Âu, với sự ủy quyền được Hội đồng Bảo an gia hạn hàng năm.
Liban cũng nằm trên nghị trình của Hội đồng Bảo an trong nhiều thập niên - với một lực lượng gìn giữ hòa bình LHQ được bố trí ở phía Nam gần biên giới Israel kể từ năm 1978. Tình hình chính trị tại Liban cũng bấp bênh, với các phe phái vẫn còn bế tắc trong việc thành lập một chính phủ đoàn kết mới sau những cuộc bầu cử vào ngày 7 tháng 6. Gabon không nằm trên chương trình nghị sự của hội đồng nhưng cũng có những khó khăn chính trị. Các kết quả bầu cử vào ngày 30 tháng 8, đem chiến thắng cho Ali Bongo, con trai của nhà độc tài lâu năm trong nước, đã bị các ứng cử viên đối lập cáo buộc là gian lận.
Năm nước được bầu làm thành viên hội đồng sẽ thay thế Burkina Faso, Costa Rica, Croatia, Libya và Việt Nam vào ngày 1 tháng 1 năm 2010. Năm nước được bầu vào năm 2008 - Áo, México, Nhật Bản, Thổ Nhĩ Kỳ và Uganda - sẽ vẫn ở trong hội đồng cho đến ngày 1 tháng 1 năm 2011. Hai nước Bosnia và Liban giành được ghế tại Hội đồng Bảo an Liên Hợp Quốc để phục vụ một nhiệm kỳ hai năm. Các nước Brasil, Nigeria và Gabon cũng thắng dễ dàng trong cuộc bầu cử ngày 15 tháng 10. Năm nước này sẽ thay thế năm nước được bầu vào năm 2008.
Không giống như hầu hết những cuộc bầu cử của Hội đồng Bảo an trước đây, không có ghế nào bị tranh giành trong năm 2009. Kết quả là năm quốc gia được đề cử bởi các nhóm khu vực thắng dễ dàng trong cuộc trong cuộc biểu quyết đầu tiên của Đại Hội đồng gồm 192 thành viên. Chủ tịch của Đại Hội đồng, Ali Treki, loan báo các kết quả - 186 phiếu cho Nigeria, 184 cho Gabon, 183 cho Bosnia, 182 cho Brasil và 180 cho Liban - và tuyên bố năm quốc gia được bầu cho các nhiệm kỳ bắt đầu từ ngày 1 tháng 1 năm 2010, giữa tiếng vỗ tay của các nhà ngoại giao. "Tôi nghĩ đó sẽ là một Hội đồng Bảo an mạnh hơn trong năm tới," Đại sứ John Sawers của Anh tại LHQ nói sau cuộc biểu quyết. "Chúng ta có hai nước lớn Brasil và Nigeria mang trọng trách một cường quốc khu vực. Chúng ta có hai nước Liban và Bosnia đã trải qua xung đột và có thể mang những kinh nghiệm của chính nước họ tới Hội đồng Bảo an."